# (4923) Clarke
(4923) Clarke ist ein Asteroid des Hauptgürtels, der am 2. März 1981 von dem britischen Astronomen Schelte John Bus am Siding-Spring-Observatorium (IAU-Code 413) in der Nähe von Coonabarabran in Australien entdeckt wurde.
Der Asteroid ist nach dem britischen Science-Fiction-Schriftsteller Arthur C. Clarke (1917–2008) benannt.